# ポケモンそだてやさんミニ
『ポケモンそだてやさんミニ』は、任天堂の子会社である株式会社ポケモンより2002年12月14日に発売されたポケモンミニ用ゲームソフト。開発はジュピター。

## 概要
本作は「育て屋さん」となりオダマキ博士から預かったポケモンのキモリ・アチャモ・ミズゴロウを育成するゲームである。『ポケットモンスター』本編のように戦闘で経験値を稼ぐシステムではなく、エサを与えたり一緒に遊ぶなどの世話をして成長させていく育成シミュレーションゲームとなっている。
当時の本編シリーズ新作『ポケットモンスター ルビー・サファイア』以降に発売された唯一のポケモンミニ用ソフトであり、同ゲーム機最後のソフトとなっている（ただし、ゲームキューブソフト『ポケモンチャンネル 〜ピカチュウといっしょ!〜』には新作のゲームが収録されている）。

## システム
ポケモン
オダマキ博士から預かったキモリ、アチャモ、ミズゴロウの3匹。本作ではこのポケモンの内1匹を育成し、オダマキ博士に返すことが目的となっている。
ゆび
本作では指型のカーソルを動かし、ポケモンたちを摘むことでポケモンの移動を行う。また、このカーソルでスイッチや項目の選択といったことも可能だが、ポケモンの元気が無いと選択できないといった場合もある。
おうち
ポケモンたちが暮らす室内。
おもちゃばこ
おうちの左下にあり、ポケじゃらしなどの遊具が収納されている。ポケモンの育ち度が上昇するにつれ遊具は増える。
ベッド
おうちの右側にある寝具。ポケモンを寝かせて電気を消すと体力が回復する。
おでかけ
ポケモンを庭で遊ばせるコマンド。庭の外観はポケモンによって異なる。
かいだん
庭にある階段。庭の中央右にある。カーソルをあわせるとポケモンが昇り降りを行い、「たいりょく」のパラメータが上昇する。
そだちどチェック
庭の左側にある高い部分で行える。ポケモンが新しいおもちゃを持ってくる場合がある。
ポケモンフード
ポケモンに食事を与えることができるコマンド。通常のポケモンフードの他にポロックを与えることもできる。ポロックは色によって上昇するステータスが変化する。
ブラッシング
ポケモンを磨き、綺麗にするコマンド。「けなみ」のパラメータが上昇する。
ポスト
他のポケモンミニと通信しポロックの送受信ができるコマンド。また、テレビやビデオのリモコンなどの赤外線信号からもポロックを受け取ることが可能。
せいちょうきろく
ポケモンの各種ステータスが閲覧できるコマンド。「なつき」「たいりょく」「あたま」「けなみ」の4種類がある。
でんわ
オダマキはかせと電話ができるコマンド。ポケモンの様子を見て、アドバイスをしてくれる。
そだてやさんブック
いわゆる、ゲーム内の説明書。各種コマンドについての説明が記載されている。
おるすばん
ゲームをやめるコマンド。ゲームを中断している際にも他のポケモンが遊びに来るなどのイベントがある。